# Ворсо (Нью-Йорк)
Ворсо (англ. Warsaw) — місто (англ. town) в США, в окрузі Вайомінг штату Нью-Йорк. Населення — 5316 осіб (2020).

## Демографія
Згідно з переписом 2010 року, у місті мешкали 5064 особи в 2172 домогосподарствах у складі 1265 родин. Було 2355 помешкань
Расовий склад населення:
| - 96,8 % — білих - 1,0 % — азіатів - 0,3 % — корінних американців - 0,1 % — чорних або афроамериканців |

До двох чи більше рас належало 1,4 %. Частка іспаномовних становила 1,5 % від усіх жителів.
За віковим діапазоном населення розподілялося таким чином: 22,3 % — особи молодші 18 років, 61,3 % — особи у віці 18—64 років, 16,4 % — особи у віці 65 років та старші. Медіана віку мешканця становила 42,1 року. На 100 осіб жіночої статі у місті припадало 91,4 чоловіків;  на 100 жінок у віці від 18 років та старших — 88,9 чоловіків також старших 18 років.
Середній дохід на одне домашнє господарство  становив 73 247 доларів США (медіана — 54 821), а середній дохід на одну сім'ю — 94 460 доларів (медіана — 71 653). Медіана доходів становила 51 031 долар для чоловіків та 40 546 доларів для жінок. За межею бідності перебувало 17,1 % осіб, у тому числі 20,8 % дітей у віці до 18 років та 11,2 % осіб у віці 65 років та старших.
Цивільне працевлаштоване населення становило 2447 осіб. Основні галузі зайнятості: освіта, охорона здоров'я та соціальна допомога — 26,2 %, роздрібна торгівля — 10,4 %, мистецтво, розваги та відпочинок — 9,2 %, фінанси, страхування та нерухомість — 8,9 %.